# Le Pin (Tarn e Garonna)
Le Pin è un comune francese di 119 abitanti situato nel dipartimento del Tarn e Garonna nella regione dell'Occitania.

## Società

### Evoluzione demografica
Abitanti censiti